# 露意莎·梅·奧爾柯特
露意莎·梅·奧爾柯特（英語：Louisa May Alcott，1832年11月29日—1888年3月6日）是一位19世紀的美國小說家，最著名的作品是《小婦人》，這部小說是以奧爾柯特的童年經歷為基礎所創作的，並於1868年出版。

## 早年
露意莎·奧爾柯特是著名的超驗主義作家阿莫士·奧爾柯特（Amos Bronson Alcott）與艾比蓋爾·梅·奧爾柯特（Abigail May Alcott）的第2個女兒。奧爾柯特的父親阿莫士曾經創辦過教會學校，奧爾柯特的叔叔山謬·約瑟·梅（Samuel Joseph May）則是位著名的廢奴主義者。雖然奧爾柯特大部分的時間居住在新英格蘭地區，不過她其實是在現在位於賓州費城的日耳曼镇（Germantown）出生的。奧爾柯特有3位姐妹：安娜·奧爾柯特（Anna Pratt Alcott）、伊麗莎白·奧爾柯特（Elizabeth Sewall Alcott）與梅·奧爾柯特（May Alcott），其中安娜年紀比她大。奧爾柯特全家在1834年至1835年間遷居到波士頓，奧爾柯特的父親則在這裡建立了一間實驗性質的學校，而且與拉爾夫·沃爾多·愛默生及亨利·戴維·梭羅一起參加了超驗主義俱樂部 （Transcendental Club）。
在露意莎·奧爾柯特兒童時期與成年的早期，她與全家過著困苦的生活，而且共同懷抱著超驗論者的理想。在這間學校遭受幾次挫敗之後，奧爾柯特全家於是在1840年搬到麻州康科特（Concord）的實貝利河（Sudbury）河畔占地2英畝的一間小屋中。後來在1843年－1844年的短暫期間 ，又搬遷到烏托邦公社佛路特蘭（Fruitlands）社區。在這棟房子倒塌之後，奧爾柯特全家於是承租房子，隨後受到了愛默生的幫助，全家返回康科特居住。露意莎·奧爾柯特早期的教育主要是由父親來執導的，不過她也接受了博物學家梭羅的教授
，並受到一些作家與教育家的指導，其中包括愛默生、納撒尼爾·霍桑與瑪格麗特·傅勒（Margaret Fuller），他們都是奧爾柯特一家的朋友。
隨著露意莎·奧爾柯特年紀逐漸增長，她成為了廢奴主義者與女權主義者。在1847年時，奧爾柯特全家藏匿一個逃亡的奴隸一個禮拜；在1848年，奧爾柯特得知了發表於塞内卡福尔斯会议（Seneca Falls Convention）关於女性權利的《感性宣言》（Declaration of Sentiments），並且因此感到興奮。因為奧爾柯特全家並不富裕，所以露依莎·奧爾柯特早年偶爾會擔任臨時性教師、女裁縫師、家庭女教師、女傭及作家，她的第一本著作是《花朵的寓言》，是寫給拉爾夫·沃爾多·愛默生的女兒艾琳·愛默生（Ellen Emerson）的故事。
奧爾柯特在1860年開始為《大西洋月刊》（The Atlantic Monthly）寫作，後來她在1862年至1863年間有6個星期在華盛頓哥倫比亞特區喬治城（Georgetown）的聯合醫院中擔任護士。後來奧爾柯特的信經過修訂後在中公開，然後收錄在《醫院速寫》（在1963年出版，1969年再版）中。《醫院速寫》首次展現出她通過觀察的批判與幽默。奧爾柯特於1864年出版的小說《情緒》評價也是不錯的。
除了這些著作，她較不為人知的作品則是熱情激烈的小說與故事，而露意莎·奧爾柯特通常是使用A.M.巴納德（A.M.Barnard）的筆名來發表這些作品。這些作品，例如《亡愛天涯》與，被認為是類似維多利亞時代的「快餐讀物」（potboilers）。她在《小婦人》中創造的角色喬就發表了一些這樣的故事，但是最後都被拒絕出版，因為它們被認為「會對幼小心靈造成危險」。這些書中的主角是固執與持續地追尋他們的目標，其中經常包括對於阻撓或羞辱他們的人的復仇。這些作品立刻達到商業上的成功，而且直到現在仍然有高度的可讀性。
她後來在報紙的小品《超驗派野人》（Transcendental Wild Oats）中描述了這些早年的經歷，這些文章後來也被收錄在1876年發行的中，這本著作描繪奧爾柯特全家在他們實驗過著樸素的生活與高尚的思考中的經驗。

## 成功與晚年

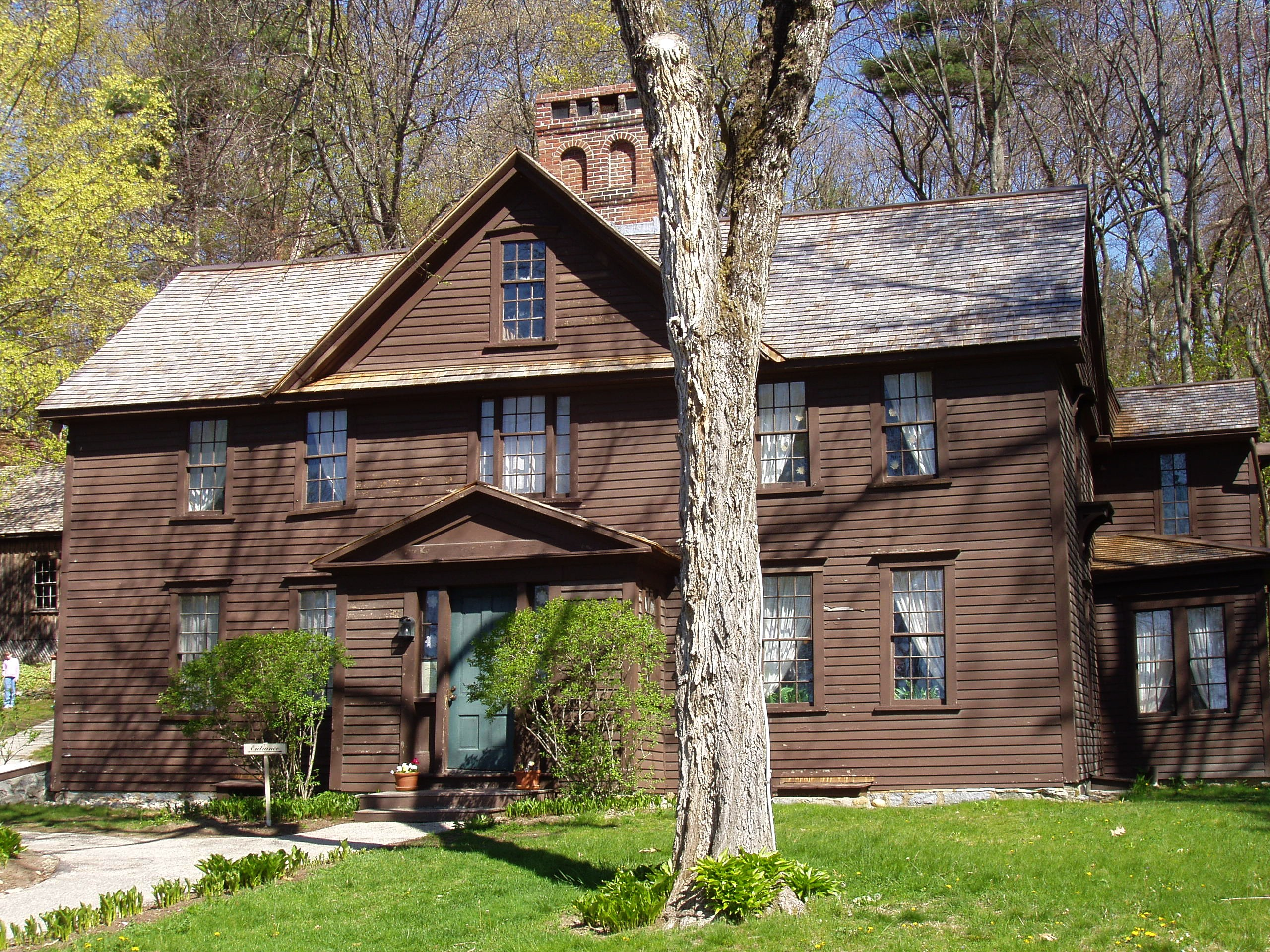
露意莎·奧爾科特位於麻薩諸塞州康科特的故居

露意莎·奧爾柯特文學生涯的巔峰是從小說《小婦人》（Little Women: or Meg, Jo, Beth and Amy，1868年出版）的第一部分出版後開始的，這是一部半自傳式的作品，描述她與姊妹兒童時代居住在麻薩諸塞州的生活。而第二部，也稱為《好妻子》（1869年出版），則是描寫她們跨入成年後與各自的婚姻的故事。《小紳士》則描述與她一起住在康河康科特蘭館果園屋（Orchard House）的外甥的個性與；《喬的男孩們》則家庭的故事系列最後的作品。
雖然《小婦人》中喬這個角色是以露意莎·奧爾柯特為藍本，但是跟喬不同的是，奧爾柯特不曾結過婚。她在露意絲·莫爾頓（Louise Chandler Moulton）的採訪中談到她保持「單身」這件事：「…因為我愛上這麼多漂亮的女孩，所以從未與男人有過任何一次接觸。」
《傳統的女兒》、（總共6集，出版於1871年－1879年）、《她的名字叫「玫瑰」》與續集《玫瑰的故事》這些露意莎後期的作品大部分都是追隨著《小婦人》的劇情路線，而且受到廣大忠實讀者的歡迎。
除了早期那些不適合兒童閱讀的作品以外，相反的，露意莎·奧爾柯特也創作了適合兒童與符合道德觀的故事。除此之外，她也出版了一本半自傳的作品與一本匿名的短篇小說，不過這本著作被懷疑是優里安·霍德爾（Julian Hawthorne）的作品。在這之後，露依莎·奧爾柯特沒有再創作適合成人閱讀的作品。
在奧爾柯特的妹妹梅於1879年去世之後，她扶養了梅當時只有兩歲的女兒露意莎（Louisa May Nieriker）。而這個女嬰則是以奧爾柯特的名字來命名，而且有著相同的暱稱。
奧爾柯特在晚年變成女性投票權的擁護者，並且成為康科德第一位登記投票的女性。
奧爾柯特與伊莉莎白·史托達德（Elizabeth Drew Stoddard）、麗貝卡·戴維斯（Rebecca Harding Davis）、安妮·克瑞恩（Anne Moncure Crane）及其他作家是美國鍍金時代的女作家，他們用現代與直率的方式來發表女性的文章。就像當時一位報紙的專欄作家所評論的，她們的作品是「這個時代的明確象徵之一」。
雖然身體狀況不佳，奧爾柯特在餘生仍然持續寫作，最後不敵在南北戰爭期間造成的汞中毒：當時因為感染傷寒，所以用氯化亞汞來治療所留下的副作用。露意莎·奧爾柯特於1888年3月6日在波士頓去世，就在父親臨終的2天後。她最後說的一句話是「不是腦膜炎嗎？」
露意莎·奧爾柯特的生平最早在（出版於1889年）當中被敘述，然後是1950年由奧克拉荷馬大學出版社出版的傳記《露意莎·奧爾柯特》（Louisa May Alcott）。

## 主要作品
- 1854年：《花朵的寓言》（Flower Fables）
- 1863年：《醫院速寫》（Hospital Sketches）
- 1864年：《The Rose Family: A Fairy Tale》
- 1865年：《情緒》（Moods）
- 1866年：《亡愛天涯》（A Long Fatal Love Chase，以A.M.巴納德的名義來發表，並於1995年首次出版）
- 1866年：《Behind a Mask or a Woman's Power》（以A.M.巴納德的名義來發表）
- 1867年：《Morning-Glories and Other Stories》
- 1867年：《The Mysterious Key and What It Opened》
- 1867年：《The Abbot's Ghost, or Maurice Treherne's Temptation》（以A.M.巴納德的名義來發表）

- 1868年：《小婦人》

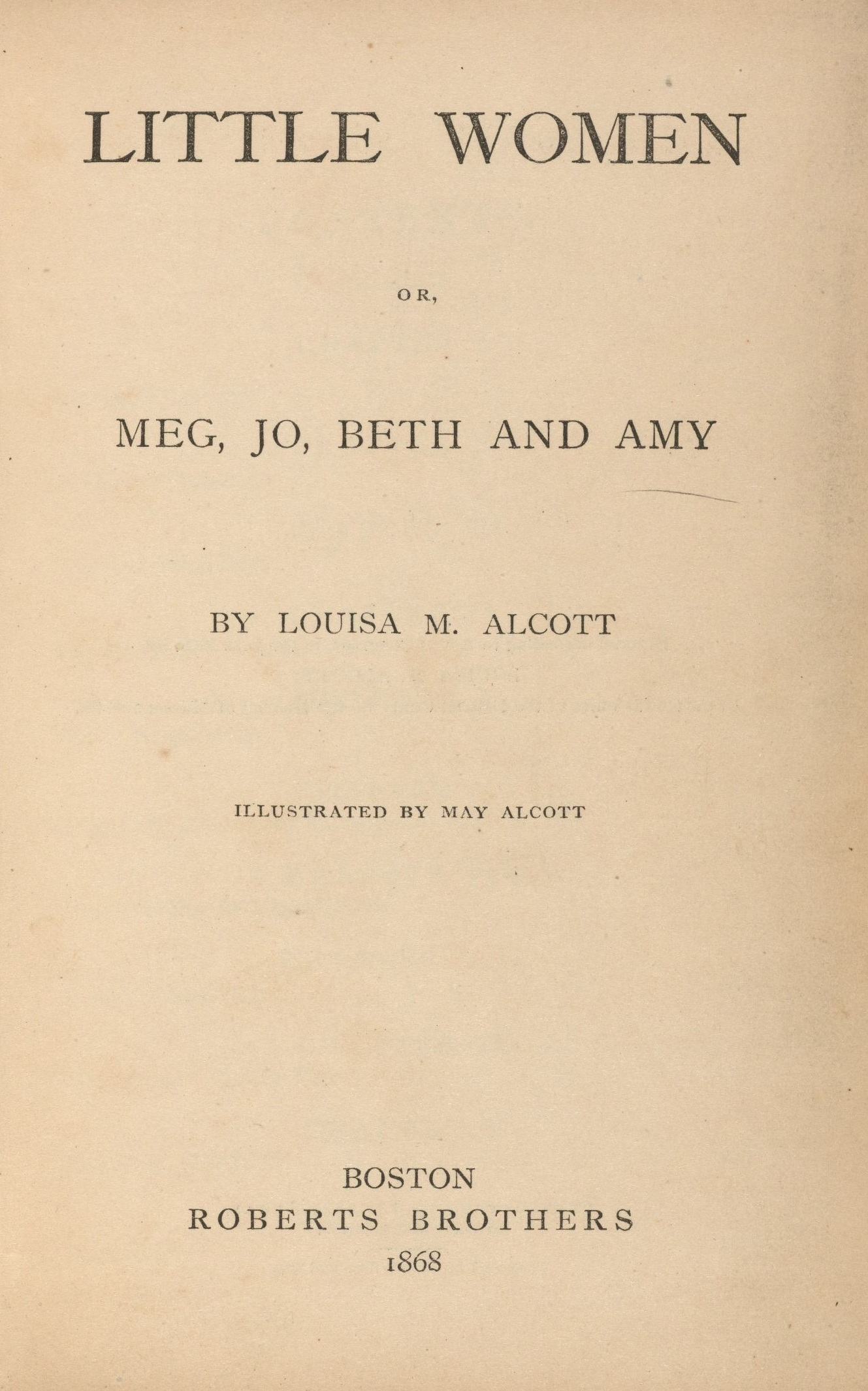
Little Women, 1868

- 1868年：《Three Proverb Stories》
- 1869年：《好妻子》（Good Wives，《小婦人》的續集）
- 1870年：《傳統的女兒》（An Old-Fashioned Girl）
- 1871年：《小紳士》（Little Men: Life at Plumfield with Jo's Boys）
- 1872年－1882年：《Aunt Jo's Scrap-Bag》
- 1872年：《Work: A Story of Experience》
- 1875年：《她的名字叫「玫瑰」》（Eight Cousins、The Aunt-Hill）
- 1875年：《Beginning Again, Being a Continuation of Work》
- 1876年：《玫瑰的故事》（Rose in Bloom，《她的名字叫「玫瑰」》的續集）
- 1876年：《Silver Pitchers, and Independence》
- 1877年：《A Modern Mephistopheles》
- 1878年：《丁香花下》（Under the Lilacs）
- 1880年：《傑克與吉爾》（Jack and Jill: A Village Story）
- 1886年：《喬的男孩們》（Jo's Boys and How They Turned Out，《小紳士》的續集）
- 1886年－1889年：《Lulu's Library》
- 1888年：《A Garland for Girls》
- 1893年：《Comic Tragedies》

## 延伸閱讀
- Myerson, Joel; Daniel Shealy, Madeleine B. Stern. . Little, Brown. 1987. ISBN 0-316-59361-3.
- Myerson, Joel; Daniel Shealy, Madeleine B. Stern. . Little, Brown. 1989. ISBN 978-0-316-59362-5.

## 外部連結
作品
- Louisa May Alcott的作品  - 古騰堡計劃
- Works by Louisa May Alcott - 網路資料庫中相關的資料
- Works by Louisa May Alcott （页面存档备份，存于） - Online Books Page中相關的資料

其他資訊
- Bibliography （包括露意莎·奧爾柯特主要的著作及二手資料－評論性文章與論文）
- The Louisa May Alcott Society 有關露意莎·奧爾柯特的著作與生平的學術組織
- Louisa May Alcott, the real woman who wrote Little Women
- Obituary, NY Times, March 7, 1888, Louisa M. Alcott Dead （页面存档备份，存于）
- Minneapolis Tribune, March 7, 1888, OBITUARY: Miss Louisa M. Alcott （页面存档备份，存于）
- Biographical information （页面存档备份，存于）